# 印度—肯尼亚关系
印度－肯尼亞關係，是指印度共和國和肯雅共和國之間的雙邊關係。两国在19世纪皆为大英帝国的殖民地，独立后也是大英國協的成员国，兩國關係亦因深遠持久的歷史關係及肯亞大量的印度裔公民得到了加强。

## 歷史
印度和肯尼亞同是印度洋沿岸國家，兩國之間的貿易聯繫和商業關係可追溯至幾百年前。肯尼亞國內有印度人族群和被英國帶來建造烏干達鐵路和古吉拉特商戶工人後代的海外印度人。在印度獨立前，印度人在東非的福利得到印度自由鬥士的注意。儘管兩國種族之間關係惡化，兩國的經濟合作蓬勃發展，更成為南南合作的典範。1963年，肯尼亞獨立，印度随即在內羅畢設立了高級專員公署，又在蒙巴薩設立了與领事馆地位相同的助理高級專員公署，而肯尼亞则在新德里开设了高级专员公署，其辖区曾包括孟加拉國、斯里蘭卡和新加坡。肯尼亞和印度為聯合國、不結盟運動、七十七國集團、十五國集團和環印度洋地區合作聯盟的共同成員，兩國經常在這些論壇上相互合作。

## 經貿關係
印度和肯尼亞有日益擴大的貿易和商業關係。2010至2011年，兩國之間的雙邊貿易總額為24億美元，其中印度到肯尼亞的出口總額為23億。印度是肯尼亞的第六大貿易夥伴，亦是肯尼亞貨品最大的出口國。印度到肯尼亞的出口貨品包括醫藥、鋼鐵、機械、汽車等，而肯尼亞出口到印度的大多是初級產品，例如純鹼、蔬菜和茶葉。一些印度公司在肯尼亞有分部，印度一些銀行在肯尼亞亦有業務運作。

## 文化關係
肯尼亞一直努力宣傳印度人到該國旅遊。兩國在空中交通方面連通性有限：肯尼亞航空公司負責營運孟買和德里來往內羅畢的航線；內羅畢是印度航空的第二國際目的地，但航線在2010年停運。
印度為接受技能培訓的肯尼亞人提供獎學金。印度進出口銀行向肯尼亞提供了6100萬美元的貸款，用以翻修國家電網，而印度的泛非電子網絡項目旨在向包括肯尼亞在內的非洲國家提供遠程教育和遠程醫療設施，印度出口到肯尼亞的藥品對肯尼亞向國民提供能夠負擔的基本藥物起關鍵作用。印度在肯尼亞的投資現為15億美元。